# Gennaro Righelli
Gennaro Righelli (12 de diciembre de 1886 – 6 de enero de 1949) fue un director, guionista y actor teatral y cinematográfico de nacionalidad italiana, activo desde los años del cine mudo.

## Biografía
Su nombre completo era Salvatore Gennaro Righelli, y nació en Salerno, Italia. Su padre, Angelo, era actor en dialecto napolitano, y su madre, la boloñesa Maria Galassi, asumió en 1902 la actividad teatral en una compañía en dialecto en seguimiento de su marido. Righelli, tuvo una hija, Lea, que fue madre de los directores Luciano y Sergio Martino.
Se inició en el cine en 1911, trabajando para la productora romana Cines en la película La fidanzata di Messina, tras la cual participó en películas como Giovanna la pallida y Povera Dora!. Pasado a Vesuvio Films, fue actor y director de un buen número de filmes hasta 1913, gran parte de los cuales rodó con Maria Mauro, su mujer en aquella época. En 1916 pasó a Tiber Film, y en 1920 a la compañía Fert, en la cual fue un autor prolífico con obras de inspiración literaria (Il Viaggio, 1921) y melodramas de sugerente ambientación (Cainà, l'isola e il continente, 1922).
En los inicios de la década de 1920, a raíz de la crisis que sacudió al cine italiano, Righelli se sumó a la lista de directores italianos, desde Mario Almirante a Mario Bonnard, desde Guido Brignone a Amleto Palermi, que decidieron trabajar en Alemania. Asentado en Berlín, Righelli fue contratado por el productor Jakob Karol y, junto a Maria Jacobini, fundó la productora cinematográfica Maria Jacobini-Film GmbH, que rodó el film titulado Bohème - Künstlerliebe. En 1925 Righelli se casó con la actriz, que tomó parte de muchas de sus películas.
Durante su permanencia en Alemania, Righelli dirigió más de una quincena de películas entre 1923 y 1929, que probablemente fueron las mejores obras de toda su carrera, siendo un ejemplo de ellas Le rouge et le noir y Il presidente di Costa Nueva (ambas de 1928), cintas con un gran éxito y difusión por toda Europa, y con las cuales el director tuvo el mérito de realzar la carrera artística de Ivan Mozzhukhin. Personalidad polifacética, dirigió grandes películas históricas, dramas populares, y educadas comedias románticas.
De vuelta a Italia, Righelli, considerado un artesano escrupuloso y atento a los gustos del público, se hizo el director preferido de Stefano Pittaluga, responsable del grupo Cines-Pittaluga, para dirigir el primer film sonoro italiano, La canzone dell'amore, protagonizado por los actores Dria Paola, Isa Pola y Elio Steiner (1930), e inspirado en una obra de Luigi Pirandello.
Durante la década de 1930, Righelli dirigió varias comedias, algunas de las cuales tuvieron como protagonista al actor siciliano Angelo Musco, por ejemplo L'aria del continente (1936), Lo smemorato (1936), Gatta ci cova (1937) y Pensaci, Giacomino! (1937). Tras finalizar la Segunda Guerra Mundial, dirigió a Anna Magnani en dos películas que consiguieron un notable éxito de público: Abbasso la miseria! (1945) y Abbasso la ricchezza! (1946), esta última también interpretada por Vittorio de Sica.
Gennaro Righelli falleció en Roma, Italia, en 1949.

## Selección de su filmografía

### Actor
- Sperduta, de Enrique Santos (1911)
- La portatrice di pane, de Romolo Bacchini (1911)
- La stella del cinema, de Mario Almirante (1931)

### Director

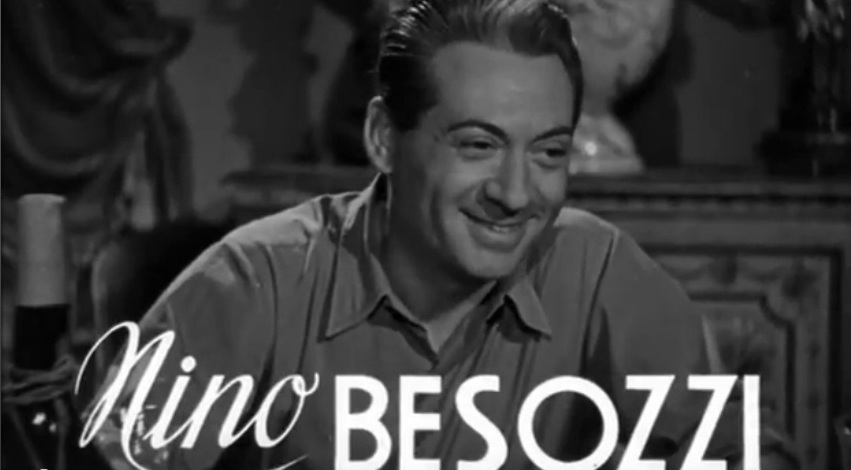
Presentación del actor Nino Besozzi en Abbasso la misseria! (1945).

| - Giovanna la pallida (1911) – dirección e interpretación - La fidanzata di Messina (1911) - dirección e interpretación - Povera Dora! (1911) - Il Decamerone (1912) - dirección e interpretación - Il capriccio di un principe (1913) - dirección e interpretación - Hussein il pirata (1913) - dirección e interpretación - Alla Capitale! (1916) - Nella città eterna (1916) - Primo ed ultimo bacio (1916) - C'era una volta (1917) - Per tutta la vita (1917) - L'ombra che passa (1917) - Demonietto (1917) - Il nipote d'America (1917) - Duecento all'ora (1918) - Il veleno del piacere (1918) - L'autunno dell'amore (1918) - La signora delle perle (1918) - Venti giorni all'ombra (1918) - Mademoiselle Pas-Chic (1918) - Quando tramonta il sole (1918) - La canaglia di Parigi (1919) - Le avventure di Doloretta (1919) - L'innamorata (1920) - La casa di vetro (1920) - La vergine folle (1920) - Il richiamo (1921) - Il viaggio (1921) - L'isola e il continente (1922) - Il sogno d'amore (1922) - La casa sotto la neve (1922) - Bohème - Künstlerliebe (1923) - Steurlos (1923) - Orient (1924) - Die Puppenkönigin (1924) - Catene (1925) - Der Bastard (1925) - Heimweh (1927) - Der Meister der Welt (1927) - Swengali (1927) - Fünf bange Tage (1928) - Der geheime Kurier (1928) - Der Präsident (1928) - Frauenraub in Marokko (1928) - Sensation im Wintergarten (1929) - Die Nacht des Schreckens (1929) | - La canzone dell'amore (1930) - dirección y guion - La scala (1931) - dirección y montaje - Patatrac (1931) - L'armata azzurra (1932) - Il presidente della Ba. Ce. Cre. Mi. (1933) - Il signore desidera? (1933) - Al buio insieme (1933) - L'ultimo dei Bergerac (1934) - dirección y guion - La fanciulla dell'altro mondo (1934) - La luce del mondo (1935) – dirección, guion y montaje - Quei due (1935) - L'aria del continente (1935) – dirección y guion - Pensaci, Giacomino! (1936) - Amazzoni bianche (1936) – dirección y guion - Lo smemorato (1936) - Lasciate ogni speranza (1937) - Gatta ci cova (1937) – dirección y guion - Fuochi d'artificio (1938) – dirección y guion - Voce senza volto (1938) - L'allegro cantante (1938) – dirección y guion - Hanno rapito un uomo (1938) – dirección e historia - Il destino in tasca (1938) – dirección y guion - L'ultimo scugnizzo (1938) - Il barone di Corbò (1939) - dirección y guion - Due occhi per non vedere (1939) - dirección y guion - Le educande di Saint-Cyr (1939) - La voce senza volto (1939) - Il cavaliere di San Marco (1939) - Forse eri tu l'amore (1940) - Il pozzo dei miracoli (1941) - Manovre d'amore (1941) - Colpi di timone (1942) - dirección y guion - La storia di una capinera (1943) - dirección y guion - Orizzonte di sangue (1943) - Tempesta sul golfo (1943) - dirección y guion - Abbasso la miseria! (1945) - dirección y guion - Abbasso la ricchezza! (1946) - dirección y guion - Il corriere del re (1947) - dirección y guion |

## Premios y distinciones
Festival Internacional de Cine de Venecia
| Año  | Categoría              | Película                | Resultado |
| ---- | ---------------------- | ----------------------- | --------- |
| 1938 | Recomendación especial | Han raptado a un hombre | Ganador   |